# Агутин, Леонид Николаевич
Леони́д Никола́евич Агу́тин (род. 16 июля 1968, Москва) — советский и российский певец, композитор, поэт-песенник, музыкант, автор песен, аранжировщик и режиссёр театрально-массовых представлений. Заслуженный артист Российской Федерации (2008).

## Биография

### Ранние годы
Родился 16 июля 1968 года в Москве, в семье музыканта Николая Петровича и педагога Людмилы Леонидовны Агутиных (до замужества — Школьниковой).
Отец — Николай Петрович Агутин (род. 15 апреля 1935) пел в ВИА «Голубые гитары», является лауреатом конкурса «Братиславская лира». Работал администратором в группах Стаса Намина, в группах «Весёлые ребята», «Поющие сердца» и «Песняры». В настоящее время — музыкальный критик.
Мать — Людмила Леонидовна Агутина (ур. Школьникова, род. 20 июля 1940) — в молодости танцевала в танцевальном коллективе. Преподавательница начальных классов, заслуженный учитель Российской Федерации, работала в школе № 863, № 791 в Москве, написала книгу о сыне, представила в Московском Доме книги к 50-летию Леонида. С отцом Леонида познакомилась в Парке Горького.
Отчим — Николай Фёдорович Бабенко (род. 5 марта 1941) — врач, вдовец, жил в соседнем подъезде, отдал Леониду свою квартиру, когда женился на его матери.
Леонида Агутина назвали в честь дедушки по матери Леонида Борисовича Школьникова (бабушку по матери звали Мария Израилевна).
В возрасте шести лет поступил в музыкальную школу. Затем, параллельно с учёбой в средней школе № 863 города Москвы, окончил московскую джазовую школу при Доме культуры «Москворечье» по классу фортепиано. Родители развелись, когда Агутину было 14 лет.
В 1985 году, получив аттестат зрелости, поступил во МГИК. Бронь студентам тогда не предоставлялась, и со второго курса Агутина призвали в Вооружённые силы, где он прослужил два года (1986—1988) в пограничных войсках КГБ СССР на советско-финской границе; некоторое время состоял в ансамбле песни и пляски. После увольнения в запас вернулся в свой вуз — и в 1992 году окончил его по специальности «режиссёр-постановщик театрально-массовых представлений».

### Карьера
С 1989 года ездил по союзным республикам СССР с гастролями в составе российских коллективов в качестве «разогревающего» артиста, работал в московских студиях как композитор и аранжировщик, начал сотрудничать с поэтом-песенником Германом Витке.
В 1990 году принимал участие в передаче «Шире круг» с песней «Падает снег».
В 1991 году работал на студии «Салам» в Твери, где записал песню «Босоногий мальчик». В том же году принимал участие в телепередачах «50 на 50» с песней «Ты меня околдовала», «Рок-урок» и «Марафон-15» с песней «А я маленький».
В 1992 году — лауреат международного конкурса молодых исполнителей эстрадной песни «Ялта-1992» с песней «Босоногий мальчик», исполнил также песню «Кто тебе сказал?».
В 1993 году — лауреат международного конкурса молодых исполнителей популярной музыки «Юрмала-1993».
Сделал аранжировку для хита Андрея Губина «Мальчик-бродяга».
В 1994 году вышел первый сольный альбом — «Босоногий мальчик», который весной того же года поднял Агутина на вершину музыкального шоу-бизнеса. В 1994 году победил в трёх номинациях: «Певец года», «Песня года» и «Альбом года» с песнями «Хоп хей, ла ла лэй» и «Голос высокой травы».
В апреле 1995 года собрал два аншлаговых концерта в спортивно-концертном комплексе «Олимпийский». В декабре 1995 года выпустил второй сольный альбом — «Декамерон». Наряду с такими артистами, как Филипп Киркоров, Валерий Меладзе и группа «Любэ», является одним из рекордсменов по числу полученных им премий «Золотой граммофон». Принимал участие в туре «Голосуй или проиграешь» (1995-96) в поддержку Б.Ельцина.
В конце 1990-х — начале 2000-х годов записал ряд совместных композиций с супругой Анжеликой Варум, также отмеченных наградами. В 2003 году с группой «Отпетые мошенники» записал песню «Граница».
В 2005 году Агутин и американский джазовый гитарист Эл Ди Меола, лауреат множества музыкальных наград, в том числе и «Грэмми», записали совместный студийный альбом «Cosmopolitan Life». Диск вышел в продажу в России, Великобритании, Германии, Австрии, Канаде и в США. Альбом держался несколько месяцев в «горячих джазовых десятках» Европы и Америки и был назван «музыкальным мостом между культурами». Но в России этот джазовый альбом не был оценён по достоинству, о чём говорит сам артист:

Конечно, мне было обидно, что пластинку с Эл Ди Меолой, с которой за рубежом мы полгода держались в списке 12 топ-артистов, не оценили на родине. Всё-таки музыка делается для людей, а не только для отдельных специалистов, но я не обижен вниманием аудитории, поэтому у меня не было истерик, что я непризнанный гений.— Леонид Агутин: «У меня не было истерик, что я непризнанный гений» // mk.ru (12 июля 2013 года)
3 февраля 2008 года, в Европе вышел в продажу DVD-фильм «Cosmopolitan Live. Al Di Meola and Leonid Agutin». На диске — две главы. Первая глава «Портрет» — документальный фильм о мировом турне Агутина и Меолы в поддержку альбома «Cosmopolitan Life» и видеоклипы на песни с альбома. Во второй главе — запись концерта «Montreux Jazz Festival» на джазовом фестивале в Монтрё (Швейцария). DVD сразу попал в ТОР-20 музыкальных чартов джазовых видео Европы и Америки.
29 декабря 2008 года Агутину указом президента Российской Федерации Дмитрия Медведева было присвоено почётное звание «Заслуженный артист Российской Федерации».
В 2009 году Агутин выпустил первую книгу своих стихов и песен «Записная книжка 69», написанных им в течение последних десяти лет:

Мои стихи — это моё мировоззрение, моё кредо и моя жизненная позиция… Я уверен, что искренне и ненадуманно рождённые строки могут заставить прислушаться, посмеяться или поплакать.— 
В 2011 году Агутин в паре с актрисой Татьяной Лазаревой участвовал в украинском шоу «Зірка+Зірка».
В 2012 году Агутин победил в проекте «Две звезды» на Первом канале (IV сезон), в дуэте с Фёдором Добронравовым, набрав 436 баллов и 28 % в голосовании телезрителей. На протяжении сезона дуэт исполнил следующие музыкальные композиции:
1. «Вечер на рейде» — 40 баллов.
2. «Иногда» (создав дуэт «Поющие погоны») — 40 баллов.
3. «Тайна склеенных страниц» — 40 баллов (аплодисменты стоя).
4. «Женщине, которую люблю» — 39 баллов.
5. «Прощальная» — 40 баллов.
6. «Ночной разговор» — 40 баллов.
7. «Ля-ля-фа» — 40 баллов.
8. «Oops!» («Поющие погоны») — 40 баллов.
9. «Antonio’s song» — 40 баллов.
10. «Чудо-остров» вместе с ансамблем «Сулико» — 37 баллов (аплодисменты стоя).
11. «Поворот» — 40 баллов и победа.

26 июля 2013 года на сцене концертного зала «Дзинтари» в Юрмале в рамках международного конкурса молодых исполнителей популярной музыки «Новая волна» состоялся творческий вечер Леонида Агутина, посвящённый его 45-летию и 20-летию артистической деятельности. Ведущими вечера были Анжелика Варум и Валерий Сюткин. В музыкальном представлении приняли участие более сорока звёзд российской и зарубежной эстрады, исполнивших песни, написанные Агутиным, в сопровождении его музыкального оркестра «Эсперанто».
Альбом того же года «Тайна склеенных страниц» вошёл в список «10 лучших альбомов года» по версии InterMedia.
В 2012—2014 был наставником в первых трёх сезонах проекта Первого канала «Голос» вместе с Александром Градским, Пелагеей и Димой Биланом. Его финалисты, Анастасия Спиридонова, Наргиз Закирова, Мариам Мерабова занимали 3-е, 2-е и 4-е места, соответственно.
В 2015 году участвовал в съёмках 5 сезона сериала «Кухня» в качестве «живого подарка».
В 2016 году вместе с Пелагеей и Димой Биланом стал наставником в третьем сезоне проекта «Голос. Дети», заменив Максима Фадеева. Раяна Асланбекова из команды Агутина заняла 2-е место.
В 2016—2017 годах вернулся в «Голос». В пятом сезоне был в компании с Биланом, Григорием Лепсом и Полиной Гагариной. Подопечная Агутина, Дарья Антонюк, стала победительницей проекта. В шестом сезоне Тимофей Копылов из команды Агутина занял 2-е место. Будучи судьёй шоу «Голос», Леонид Агутин в 2017 году стал интернет-мемом, когда по Интернету разошёлся кадр телепередачи, на котором он, размахнувшись, готовится с силой нажать на кнопку.
В 2018 году стал наставником в новом проекте: «Голос. 60+» вместе с Пелагеей, Валерием Меладзе и Львом Лещенко. В команде Леонида был его отец ― Николай Агутин. Другой участник команды, Николай Арутюнов, в финале занял 3-е место.
В десятом сезоне шоу «Голос» вернулся в состав наставников. Элина Пан из команды Леонида Агутина заняла 4-е место
В 2020 году вместе с автором стихов Алексом Сино стал победителем международного конкурса авторов песен и композиторов USA Songwriting Competition. Песня Just a Rainy Day из альбома La Vida Cosmopolita! стала лучшей в номинации World Music, а также вошла в шорт-лист премии в номинации Lyrics Only за лучший текст.
В ноябре 2023 года зарегистрировал ООО «На сиреневой луне» в честь одной из своих песен.

## Общественная позиция
В феврале 2022 года выразил антивоенную позицию относительно войны России с Украиной.

## Личная жизнь

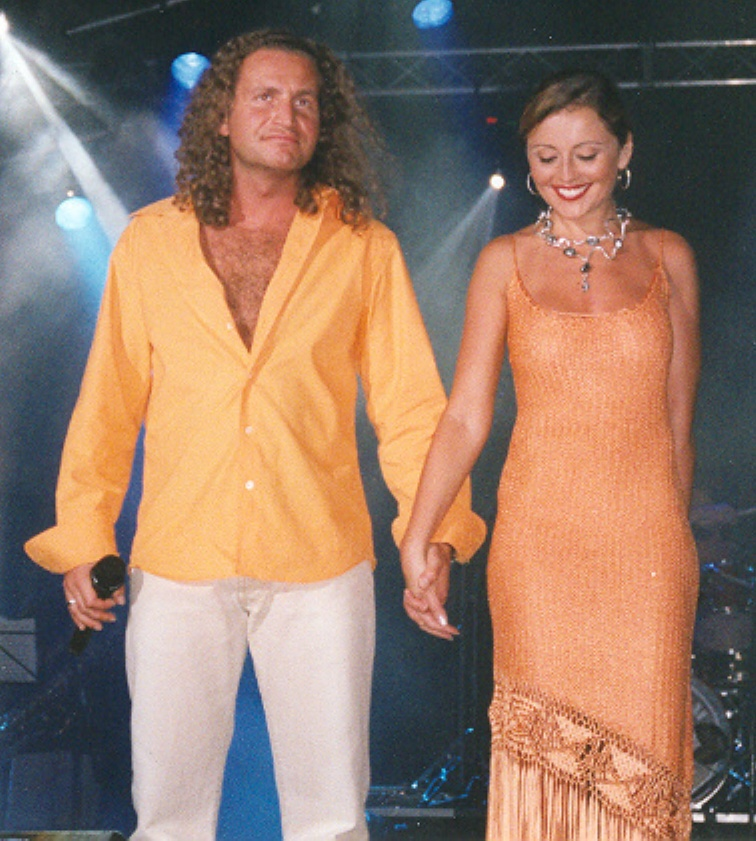
Леонид Агутин с женой Анжеликой Варум на концерте в Тель-Авиве в 2003 году

Первая жена (1988—1993) — Светлана Белых.
Незарегистрированный брак (1994—1997) — Мария Воробьёва, балерина. Познакомились в 1994 году в Париже. Работает преподавателем в балетной школе. Дочь — Полина Воробьёва (род. 12 марта 1996).
Вторая жена — Анжелика Варум (род. 26 мая 1969), эстрадная певица, актриса, заслуженная артистка РФ (2011). Пара вместе с 1997 года. Брак супруги заключили в июле 2000 года, свадьбу сыграли в Венеции. Дочь — Елизавета-Мария Варум-Агутина (род. 9 февраля 1999), живёт в Майами. Создала рок-группу «Without Gravity» («Без притяжения»), с которой выступала на концертах в школах, также играет на концертах у родителей, пишет для группы музыку, играет на гитаре.
Младшие сёстры: Ксения и Мария.

## Работы

### Альбомы
- 1994 — «Босоногий мальчик»
- 1995 — «Декамерон»
- 1998 — «Летний дождь»[44][45]
- 2000 — «Служебный роман»
- 2000 — «Леонид Агутин»[46]
- 2003 — «Дежа Вю»[47]
- 2005 — «Cosmopolitan Life» (совместный проект с Элом ди Меола)
- 2007 — «Любовь. Дорога. Грусть и Радость»[48]
- 2012 — «Время последних романтиков»[49][50][51]
- 2013 — «Тайна склеенных страниц»[30][52][53]
- 2016 — «Просто о важном»[54][55][56][57]
- 2018 — «50»[58]
- 2018 — «Cover Version»[59]
- 2020 — «La Vida Cosmopolita»[60]
- 2021 — «Включите свет»[61]
- 2024 — «Все не зря»[62][63][64]
- 2025 — «Н.В.Л.»[65]

### Фильмография
художественные
- 1996 — «Старые песни о главном» — роль шофёра грузовика Лёни
- 1997 — «Старые песни о главном 2» — роль фотографа Лёни
- 1998 — «Старые песни о главном 3» — роль Штирлица
- 2001 — «Старые песни о главном. Постскриптум» — роль одесского моряка Кости
- 2017 — «Заповедник» — эпизодическая роль друга главного героя[68]
- 2018 — «Жили-были» — автор и исполнитель саундтрека к художественному фильму «Я тебя не вижу»[69].

документальные
- 2013 — «Леонид Агутин. Капля сожаления» — биографический фильм «Первого канала» к 45-летию Агутина (режиссёр Николай Викторов)[70].
- 2021 — «Леонид Агутин. COSMO LIFE» (80 мин., музыкально-документальный; в прокате с 1 апреля 2021 г.)[71][72]

### Реклама
- Билайн (2020)[73]
- Платёжная система «Мир» для покупок на AliExpress (2021)[74]
- Мир (2022)[75]

## Признание
Государственные награды и звания

Награждение Орденом Дружбы,
27 ноября 2018 года

- 2008 — почётное звание «Заслуженный артист Российской Федерации» — за заслуги в области музыкального искусства[76].
- 2018 — Орден Дружбы — за большой вклад в развитие отечественной культуры и искусства, средств массовой информации, многолетнюю плодотворную деятельность[77].

Общественные награды и премии
Дипломы фестиваля «Песня года»
- 1994 — диплом фестиваля «Песня года» за песню «Хоп-хей-лала-лей».
- 1995 — диплом фестиваля «Песня года» за песню «Пароход»
- 1996 — диплом фестиваля «Песня года» за песню «Остров»
- 1997 — диплом фестиваля «Песня года» за песню «Королева» вместе с Анжеликой Варум
- 1998 — диплом фестиваля «Песня года» за песню «Февраль» вместе с Анжеликой Варум
- 1998 — диплом фестиваля «Песня года» за песню «Летний дождь»
- 1999 — диплом фестиваля «Песня года» за песню «Босоногий мальчик»
- 1999 — диплом фестиваля «Песня года» за песню «Всё в твоих руках» вместе с Анжеликой Варум
- 2000 — диплом фестиваля «Песня года» за песню «Прощай» вместе с Анжеликой Варум
- 2001 — диплом фестиваля «Песня года» за песню «Трамвайчик»
- 2002 — диплом фестиваля «Песня года» за песню «Если ты когда-нибудь меня простишь» вместе с Анжеликой Варум
- 2002 — диплом фестиваля «Песня года» за песню «Новый год»
- 2003 — диплом фестиваля «Песня года» за песню «Граница» вместе с группой «Отпетые мошенники»
- 2003 — диплом фестиваля «Песня года» за песню «Я буду всегда с тобой» вместе с Анжеликой Варум
- 2004 — диплом фестиваля «Песня года» за песню «Дождь надоел»
- 2004 — диплом фестиваля «Песня года» за песню «Самая лучшая» Анжелика Варум и ВИА «Сливки». (Муз. и сл. Л. Агутин).
- 2005 — диплом фестиваля «Песня года» за песню «По дороге на юг» (фрагмент клипа).
- 2005 — диплом фестиваля «Песня года» за песню «Музыка» Анжелика Варум (Муз. и сл. Л. Агутин).
- 2006 — диплом фестиваля «Песня года» за песню «Аэропорты» вместе с Владимиром Пресняковым-младшим
- 2007 — диплом фестиваля «Песня года» за песню «Две дороги, два пути» вместе с Анжеликой Варум
- 2008 — диплом фестиваля «Песня года» за песню «Быть частью твоего» вместе с Анжеликой Варум, Натальей Подольской и Владимиром Пресняковым-младшим
- 2008 — диплом фестиваля «Песня года» за песню «Не уходи далеко»
- 2008 — диплом фестиваля «Песня года» за песню «Любовь и одиночество». Лариса Долина. (Муз. и сл. Л. Агутин).
- 2009 — диплом фестиваля «Песня года» за песню «Ты не знаешь»
- 2010 — диплом фестиваля «Песня года» за песню «Не позволь мне погибнуть» (Из фильма «Брестская крепость»).
- 2011 — диплом фестиваля «Песня года» за песню «Как не думать о тебе» вместе с Анжеликой Варум
- 2012 — диплом фестиваля «Песня года» за песню «Ай яй яй» вместе с Томасом Невергрином
- 2013 — диплом фестиваля «Песня года» за песню «Пора домой»
- 2014 — Леонид Агутин и Сосо Павлиашвили — «Больше нет слёз» (муз. С. Павлиашвили, сл. К. Губин)
- 2014 — диплом фестиваля «Песня года» за песню «Сердце пленных не берет» Никита и Владимир Пресняковы (муз. М.Фриг, Э.Галатис, сл. Л. Агутин)
- 2015 — диплом фестиваля «Песня года» за песню «Мир зелёного цвета»
- 2016 — диплом фестиваля «Песня года» за песню «Отец рядом с тобой».
- 2017 — диплом в номинации «Композитор года»
- 2017 — диплом фестиваля «Песня года» за песню «Мама». Анжелика Варум. (муз. И. Крутой, сл. Л. Агутин)
- 2017 — диплом фестиваля «Песня года» за песню «Самба».
- 2018 — диплом в номинации «Поэт года» в честь 50-летия юбилея вручил поэт Михаил Гуцериев
- 2018 — диплом фестиваля «Песня года» за песню «Я тебя не вижу»
- 2019 — диплом фестиваля «Песня года» за песню «Прощай». Группа «А-Студио» и The Jigits (муз. Л. Агутин, сл. Л. Агутин, Б. Серкебаев, А. Егембердиев)
- 2019 — диплом фестиваля «Песня года» за песню «В 90-Х» вместе с группой «Отпетые мошенники»
- 2020 — диплом фестиваля «Песня года» за песню «По тебе скучают бары»
- 2021 — диплом фестиваля «Песня года» за песню «Включите свет» вместе с Хором Академии Игоря Крутого
- 2022 — диплом фестиваля «Песня года» за песню «ДНК» вместе с Владимиром Пресняковым-младшим
- 2023 — диплом фестиваля «Песня года» за песню «Мир зелёного цвета» вместе с Jony, Хором академии Игоря Крутого

Премии «Золотой граммофон»
- 1996 — лауреат премии за песню «Двери в небеса» (I церемония).
- 1997 — лауреат премии в дуэте с Анжеликой Варум за песню «Королева» (II церемония).
- 1998 — лауреат премии в дуэте с Анжеликой Варум за песню «Февраль» (III церемония).
- 1999 — лауреат премии в дуэте с Анжеликой Варум за песню «Всё в твоих руках» (IV церемония).
- 2002 — лауреат премии в дуэте с Анжеликой Варум за песню «Если ты когда-нибудь меня простишь» (VII церемония).
- 2003 — лауреат премии в дуэте с группой «Отпетые мошенники» за песню «Граница» (VIII церемония).
- 2006 — лауреат премии в дуэте с Владимиром Пресняковым-младшим за песню «Аэропорты» (XI церемония).
- 2007 — лауреат премии в дуэте с Анжеликой Варум за песню «Две дороги, два пути» (XII церемония).
- 2008 — лауреат премии за песню «Не уходи далеко» (XIII церемония).
- 2012 — лауреат премии в дуэте с Анжеликой Варум за песню «Как не думать о тебе» (XVII церемония)[78].

Реальная премия MusicBox
- 2015 — номинант премии в категории «Gold (Номинация MusicBox TV)».
- 2016 — лауреат премии в категории «Певец года. Gold».

Российская национальная музыкальная премия «Виктория»
- 2016 — лауреат премии в категории «Поэт года». «Отец рядом с тобой»[79].
- 2016 — номинант премии в категории «Песня года». «Отец рядом с тобой»[79].
- 2017 — номинант премии в категории «Лучший поп-исполнитель года». «Самба»[80].
- 2017 — номинант премии в категории «Лучшее музыкальное видео года». «Самба»[80].
- 2017 — номинант премии в категории «Песня года». «Самба»[80].
- 2018 — лауреат специальной премии «За вклад в развитие музыкальной индустрии»[81].
- 2018 — лауреат премии в категории «Композитор года». «Как умела, так и ушла»[81].
- 2018 — номинант премии в категории «Поэт года». «Я тебя не вижу»[81].
- 2019 — номинант премии в категории «Лучшее музыкальное видео года». «На паузу». Совместно с Анжеликой Варум[82].
- 2019 — номинант премии в категории «Концерт года». Юбилейный концерт «Агутин 50»[82].
- 2020 — лауреат премии в категории «Онлайн концерт года» — Онлайн-концерт Леонида Агутина / Okko"[83].
- 2021 — лауреат премии в категориях: «Лучший поп-исполнитель» — «Включите свет»; «Композитор года» — «Включите свет»; «Песня года» — «Включите свет»[84].

Премия «Шансон года»
- 2017 — лауреат премии за песню «Отец рядом с тобой» и за дуэтную песню «Небо» (с Любовью Успенской).